# 파라주 (브라질)
파라주(브라질 포르투갈어: Estado do Pará)는 브라질 북부 지방, 대서양 연안에 위치하였으며 마라냥주, 마투그로수주, 아마조나스주, 아마파주, 토칸칭스주, 호라이마주와 이웃하고 가이아나, 수리남과 국경을 접하고 있다.
파라 주는 브라질에서 두 번째로 큰 주이다. 파라주 전체를 특징짓는 지형은 아마존 강과 아마존 열대 우림이다. 파라는 고무(고무나무 숲에서 추출), 카사바, 아사이, 파인애플, 코코아, 후추, 코코넛, 바나나, 마호가니와 같은 열대 원목, 철광석과 보크사이트와 같은 광물을 생산한다. 새로운 상품 작물은 콩으로 산타렘 지역에서 재배된다.
수도의 또 다른 중요한 매력은 아마존 강의 한 섬에서 발달한 사라진 마라조아라 문화를 바탕으로 한 마라조 스타일의 도자기이다.

## 주요 도시
- 벨렘
- 산타렝
- 마라바

## 인구
| 연도    | 인구      | ±%      |
| ------- | --------- | ------- |
| 1872    | 275,237   | —       |
| 1890    | 328,455   | +19.3%  |
| 1900    | 445,356   | +35.6%  |
| 1920    | 983,507   | +120.8% |
| 1940    | 944,644   | −4.0%   |
| 1950    | 1,123,273 | +18.9%  |
| 1960    | 1,550,935 | +38.1%  |
| 1970    | 2,197,072 | +41.7%  |
| 1980    | 3,507,312 | +59.6%  |
| 1991    | 5,181,570 | +47.7%  |
| 2000    | 6,195,965 | +19.6%  |
| 2010    | 7,581,051 | +22.4%  |
| 2022    | 8,120,131 | +7.1%   |
| Source: |           |         |

## 같이 보기
- 엘리우 그레이시
- 길례르미 파라엔시